# Jutro idziemy do kina
Pour plus de détails, voir Fiche technique et Distribution.
Jutro idziemy do kina (Demain on va au cinéma) est une fiction polonaise réalisée par Michał Kwieciński, sortie le 1er septembre 2007 sur les écrans de télévision polonais. Le scénario est inspiré du premier roman de Dawid Bieńkowski (2001). 

## Synopsis
Nous sommes en Pologne en 1938 et les gens parlent de plus en plus sérieusement de la guerre. La jeunesse polonaise élevée dans l'esprit du romantisme, et étant surtout la première génération née dans un pays libre, met le service militaire au rang d'honneur. Trois amis : Andrzej Skowroński, Jerzy Bolesławski et Piotr Dołowy terminent leurs études secondaires. Immédiatement après l'obtention de leur diplôme, ils font face à la première étape sérieuse de la vie.
Andrzej rejoint l'école des cadets de cavalerie à Grudziądz, et Jerzy - l'école des cadets des communications à Zegrze. Piotr, qui a une malformation cardiaque, reste civil et commence des études de médecine. Chacun des trois amis, en fait encore des garçons, traite toujours la vie comme une aventure passionnante, alors ils essaient inconsciemment d'accepter les annonces d'une guerre de plus en plus inévitable convaincus que rien de mal ne peut leur arriver.
Andrzej tombe amoureux de la belle Ania, la fille du staroste, qui s'apprête à étudier la peinture à Lviv. Jerzy réussit à briser la résistance de la jeune Krysia, ils doivent aller au cinéma ensemble. Piotr et Zosia sont en même temps au bord de la mer, pour leurs premières vacances ensemble.
Septembre 1939 approche. La nouvelle du déclenchement de la guerre tombe sur chacun d'eux comme un coup de massue. Pour certains, son premier jour sera aussi le dernier. Jerzy, Andrzej et Piotr ne se sont jamais revus. Aucun d'entre eux n'a survécu à la guerre.

## Fiche technique
- Titre polonais : Jutro idziemy do kina
- Réalisation : Michał Kwieciński
- Scénario : Jerzy Stefan Stawiński
- Direction artistique : Magdalena Dipont
- Costume : Magdalena Biedrzycka
- Directeur de la photographie : Piotr Rosołowski
- Montage : Milenia Fiedler
- Musique originale : Michał Hairulin
- Société de production : Akson Studio (Pologne)
- Pays d'origine : Pologne
- Langue : polonais
- Long métrage de fiction - drame
- Durée : 101 minutes
- Dates de sortie : 
  -  Pologne : 1er septembre 2007

## Distribution
- Mateusz Damięcki : Andrzej Skowroński
- Antoni Pawlicki : Piotr Dołowy
- Jakub Wesołowski : Jerzy Bolesławski
- Grażyna Szapołowska : mère de Krysia
- Olgierd Łukaszewicz : père de Krysia
- Anna Gzyra : Krysia Włosowska, fiancée de Jerzy
- Julia Pietrucha : Zosia Paluch
- Maria Niklińska : Basia
- Marta Ścisłowicz : Ania
- Krzysztof Kiersznowski : Staroste, le père d'Ania
- Anna Maria Buczek : Wiesia
- Krzysztof Banaszyk : lieutenant Zaborowski
- Adam Krawczyk : Zawada
- Daniel Olbrychski : propriétaire de cabriolet
- Grzegorz Łaguna
- Sebastian Cybulski : écolier (non crédité)

## Distinctions et récompenses
- Magnolia Award for Best Television Film or Miniseries (en) au 14e Shanghai Television Festival (en) en Chine.